# Momodou Ceesay
Momodou Ceesay (Banjul, 24 december 1988) is een profvoetballer (aanvaller) uit Gambia. Sinds 2019 speelt hij voor FC Kyzylzhar.

## Carrière

### Vroege carrière
Ceesay begon zijn carrière in eigen land bij Wallidan FC waar hij van 1998 tot januari 2007 bij speelde. Daarna was hij in het buitenland aangesloten bij de jeugd van Grashopper Zürich (jan 2007- jan 2008) en de reserven van Chelsea FC (jan 2008 - jun 2008).

### KVC Westerlo
In 2008 werd hij aangetrokken door KVC Westerlo. Deze club had immers indertijd een samenwerkingsverband met Ceesay's toenmalige werkgever, Chelsea. De Westerlo-scouts waren van mening dat ze een talentvolle spits in huis haalden die dankzij zijn lengte (195 cm), extra kopbalsterkte aan het team kon toevoegen.
In de twee jaar dat hij bij KVC Westerlo speelde kwam hij aan een totaal van 30 wedstrijden waarin hij echter niet eenmaal het net wist te vinden. Ceesay kwam vooral aan spelen toe door het tekort aan spitsen waarmee Westerlo in seizoen 2009-2010 afgerekend kreeg. De supporters begonnen te morren en bestempelden hem als een miskoop.
Zijn aflopend contract werd daarom ook niet meer verlengd en kon hij als een vrije speler een nieuwe club zoeken.

### MŠK Žilina
Nadat zijn contract bij Westerlo werd ontbonden tekende Ceesay een contract van één jaar bij het Slowaakse MŠK Žilina.
Alhoewel hij in de Belgische competitie niet tot scoren toekwam lukte hem dat wel in de voorrondes van de Champions League waarin hij één keer scoorde tegen Litex Lovetsj en twee keer tegen Sparta Praag. Hierdoor mag Žilina deelnemen aan de Champions League waar hij o.a. mag spelen tegen zijn ex-club Chelsea. In de Slowaakse competitie scoorde hij tot nu toe tweemaal in zeven wedstrijden.
Nog in 2010 werd hij voor het eerst opgeroepen voor Gambia, waarmee hij debuteerde op 30 mei tegen Mexico. In zijn tweede cap (tegen Namibië) maakte hij zijn eerste doelpunt voor zijn vaderland.

## Statistieken
| seizoen | club            | land       | klasse         | wedst | goals |
| ------- | --------------- | ---------- | -------------- | ----- | ----- |
| 2008/09 | KVC Westerlo    | België     | Jupiler League | 8     | 0     |
| 2009/10 | KVC Westerlo    | België     | Jupiler League | 17    | 0     |
| 2009/10 | KVC Westerlo    | België     | Play-Off II A  | 5     | 0     |
| 2010/11 | MŠK Žilina      | Slowakije  | Corgoň Liga    | 27    | 2     |
| 2011/12 | MŠK Žilina      | Slowakije  | Corgoň Liga    | 22    | 3     |
| 2012/13 | MŠK Žilina      | Slowakije  | Corgoň Liga    | 11    | 2     |
| 2012/13 | Kairat Almaty   | Kazachstan | Premjer-Liga   | 28    | 12    |
| 2013/14 | Kairat Almaty   | Kazachstan | Premjer-Liga   | 13    | 5     |
| 2014/15 | Kairat Almaty   | Kazachstan | Premjer-Liga   | 5     | 1     |
| 2015/16 | Maccabi Netanya | Israël     | Ligat ha'Al    | 11    | 1     |
| 2016/17 | MŠK Žilina      | Slowakije  | Corgoň Liga    | 5     | 0     |
| 2016/17 | PS Kemi         | Finland    | Veikkausliiga  | 26    | 5     |
| 2018    | FC Kyzylzhar    | Kazachstan | Premjer-Liga   | 14    | 3     |
| 2019    | Irtysh Pavlodar | Kazachstan | Premjer-Liga   | 9     | 0     |
| 2019/20 | FC Kyzylzhar    | Kazachstan | Premjer-Liga   | 12    | 7     |
| Totaal  | Totaal          | Totaal     | Totaal         | 201   | 34    |

Laatst bijgewerkt: 08-01-11